# Vandsport
Vandsport er en form for rekreation hvor vand er en essentiel del af aktiviteten 
Vandsport kan foregå over, på eller under vandet se liste over vandsportsgrene.